# NBA 2024/25
NBA 2024/25 was het 79e seizoen van de NBA. Het reguliere seizoen begon op 22 oktober 2023 en eindigde op 13 april 2025. De play-offs startten op 19 april 2024 en eindigden op 22 juni met Oklahoma City Thunder als eindwinnaar.
De NBA organiseerde ook voor het tweede achtereenvolgende jaar het Emirates NBA Cup-toernooi. De NBA All-Star Game werd gespeeld op 16 februari 2025 in het Chase Center in San Francisco. Het play-in toernooi werd gespeeld van 15 tot 18 april 2025, gevolgd door de play-offs de volgende dag, die werd afgesloten met de finale op 22 juni 2025, toen de Oklahoma City Thunder de Indiana Pacers met vier overwinningen in zeven wedstrijden versloeg. Het was van 2016 geleden dat een team zeven wedstrijden nodig had om NBA-kampioen te worden, en de twintigste keer in totaal.
1950 · 1951 · 1952 · 1953 · 1954 · 1955 · 1956 · 1957 · 1958 · 1959 · 
1960 · 1961 · 1962 · 1963 · 1964 · 1965 · 1966 · 1967 · 1968 · 1969 · 
1970 · 1971 · 1972 · 1973 · 1974 · 1975 · 1976 · 1977 · 1978 · 1979 · 
1980 · 1981 · 1982 · 1983 · 1984 · 1985 · 1986 · 1987 · 1988 · 1989 · 
1990 · 1991 · 1992 · 1993 · 1994 · 1995 · 1996 · 1997 · 1998 · 1999 · 
2000 · 2001 · 2002 · 2003 · 2004 · 2005 · 2006 · 2007 · 2008 · 2009 · 
2010 · 2011 · 2012 · 2013 · 2014 · 2015 · 2016 · 2017 · 2018 · 2019 · 
2020 · 2021 · 2022 · 2023 · 2024 · 2025